# Cena Jiřího Popela z Lobkovic
Cena Jiřího Popela z Lobkovic, pojmenovaná po nejznámější chomutovské historické osobnosti Království českého, významném českém šlechtici, nejvyšším hofmistrovi a především majiteli města Chomutova a zakladateli tamější jezuitské koleje, je od roku 2005 udělována Magistrátem města Chomutova. Je určena pro žijící či nežijící osobnost, která se v různých oblastech veřejného života zasloužila o šíření dobrého jména města za jeho hranicemi nebo svojí činností ovlivnila veřejný život ve městě. Osobnosti nominují přímo občané za přínos v různých oblastech jako je kultura, sport, věda, vzdělávání, lékařství, architektura, ale i další. Každý návrh musí být patřičným způsobem doložen. Rada města pak rozhodne o udělení ceny.

## Přehled držitelů

### 2005
- Marie Zlámalová – dlouholetá profesorka chomutovského gymnázia, propagátorka francouzské kultury v Chomutově
- Jiří Zenáhlík – účastník odboje na západní frontě, po roce 1948 politický vězeň
- Milan Jindra – pedagog, zakladatel Střední zdravotnické školy v Chomutově
- Bohumil Kubát – zápasník, olympionik, držitel bronzové medaile z olympiády v Římě 1960
- Jiří Kormaník – zápasník, olympionik, držitel stříbrné medaile z olympiády v Tokiu 1964
- Václav Čech – pedagog, organizátor sportovních akcí pro děti a mládež ve městě
- Zdeněk Petráček – bývalý ředitel chomutovského gymnázia
- Josef Fučík (in memoriam) – zakladatel české nemocnice v Chomutově po roce 1945, zakladatel LDN na Červeném Hrádku
- Josef Lorber (in memoriam) – přírodovědec a místopisec, pedagog, konzervátor
- Ernst Fischer (in memoriam) – estetik a literární vědec, chomutovský rodák

### 2006
- Zdeněk Hejna – bývalý ředitel chomutovské knihovny a pedagog, lektor vzdělávacích kurzů
- Jan Kozár – vikář Krušnohorského vikariátu a dlouholetý děkan chomutovského Děkanského úřadu římskokatolické církve
- Zdena Binterová – regionální historička, publicistka, bývalá ředitelka chomutovského muzea
- Miroslav Záleský (in memoriam) – dlouholetý pediatr, podílel se na vzniku systematické alergologické péče pro děti v regionu
- Václav Klepl – dlouholetý ředitel Střední průmyslové školy, autor výukových pomůcek
- Ladislav Klement (in memoriam) – autor beletristicky zpracovaných vzpomínek na věznění v Dachau, vedl osvětovou činnost
- Milan Kindl – význačný český právník, spoluzakladatel a první děkan Západočeské univerzity v Plzni, autor odborných publikací

### 2007
- Walter Markl – zakladatel lesoparku, bývalý ředitel místních kin, působil v kulturním životě na Chomutovsku, dlouholetý ochotník
- František Ježil – bývalý ředitel chomutovského gymnázia, člen sokolské a zahrádkářské organizace
- Emil Puchmajer (in memoriam) – dlouholetý pedagog, autor chomutovských pověstí, věnoval se regionální literatuře
- Marie Svobodová – malířka obrazů, tvoří tapiserie, návrhy na plakety, mince, poštovní známky, dopisnice a razítka

### 2008
- Antonín Míka – bývalý architekt města, aktivně pracoval na tvorbě územního plánu, pracuje ve Sdružení pro životní prostředí zdravotně postižených ČR
- Josef Fiala – chomutovský řezbář, autor známého mechanického betlému, mnoha loutek a dřevořezeb
- Karel Ton (in memoriam) – dlouholetý vedoucí a dirigent dechového orchestru Chomutovanka, sportovní novinář
- Eva Šamšulová – kunsthistorička a dlouholetá pracovnice muzea, autorka mnoha výstav, odborných článků a publikací

### 2009
- Vladimír Valeš (in memoriam) – pracovník v kultuře, divadelník, organizátor sochařského sympozia, ředitel knihovny
- Eugenie Trávníková – lékárnice, zakladatelka oboru klinické farmakologie a sítě lékáren na Chomutovsku
- Jiří Hyjánek – atlet, trenér, celoživotní pracovník ve prospěch chomutovské atletiky
- Gerhard Stübiger (in memoriam) – geolog, regionální historik, vynikající znalec historie Krušnohoří, člen muzejní rady
- Jiří Atl (in memoriam) – učitel, muzikant, vedoucí Tanečního orchestru Jiřího Atla a dalších hudebních souborů

### 2010
- Theodor Reuter (in memoriam) – stavební a strojní inženýr, autor plánů průmyslové školy v Chomutově a také její první ředitel
- Lenka Ondráčková – vedoucí archeologického oddělení muzea, zástupkyně muzea v Asociaci muzeí a galerií ČR, spolupracovnice Archeologického ústavu AV ČR
- Josef Zelenka – taneční mistr, organizátor Velké ceny Chomutova v tancích, zakladatel a úspěšný pedagog taneční školy Stardance
- Josef Griml – dlouholetý pedagog volného času, organizátor loutkového divadla, předseda softbalového klubu Beavers Chomutov
- Myslena Hájková – dlouholetá chomutovská učitelka a zejména cvičitelka Sokola

### 2011
- Jiří Roth – oblíbený pedagog, uznávaný znalec přírody, bývalý člen školských rad základních škol, komisí a výborů zastupitelstva a rady města
- Kamil Sopko – akademický malíř, sochař, dlouholetý pracovník v oblasti školství a kultury, vede Malířské společenství
- Miroslav Šulc – lékař, dirigent pěveckého sboru Hlahol, zakladatel a umělecký vedoucí Loutny české

### 2012
- Josef Kopelent – hudebník, který doprovází zpravidla všechny významné události v obřadní síni chomutovské radnice, zároveň dlouholetý trenér dorostu plaveckého oddílu TJ Slávie Chomutov
- manželé Jitka a Viktor Legátovi – získali titul Mistrů světa, Mistrů ČR a další ocenění ve vodním slalomu, sjezdu a rychlostní kanoistice, své dlouholeté zkušenosti předávají jako trenéři mnoha generacím aktivních i rekreačních vodáků

### 2013
- Marie Laurinová – knihovnice a nyní jako ředitelka Střediska knihovnických a kulturních služeb, oceňována je především vysoká úroveň přednášek na rozličná témata a v neposlední řadě organizace Akademie třetího věku
- Jaroslav Sauer – dlouholetý náčelník TJ Lokomotiva Chomutov, věnuje pohybové výchově dětí a mládeže, je spoluautorem hromadných skladeb pro děti a mládež prezentovaných na všesokolských sletech
- Miloš Hons (in memoriam) – učitel v chomutovských základních školách, v umělecké škole vyučoval hru na klavír, doprovázel taneční hodiny manželů Knížetových, hrál v chomutovské smuteční síni

### 2014
- Jan Kadlec – dopravní odborník, který se zasloužil o zlepšení dopravní situace v Chomutově.[1]

### 2015
- Josef Vykrůtil – organizátor kultury a amatérského divadla
- Václav Svoboda – filatelista

### 2016
- Václav Pinta – numismatik
- Hedvika Hurníková – členka a předsedkyně chomutovské základní organizace Kulturního sdružení občanů německé národnosti

### 2017
- Jaroslava Hanousková – bývalá ředitelka Lidové školy umění
- Magda Martincová – učitelka v Základní umělecké škole T. G. Masaryka

### 2018
- Lubomír Vrbenský – softbalista

### 2019
- Dagmar Knížetová – tanečnice a krasobruslařka
- Marie Grimlová – učitelka

### 2020
- Jaroslav Pachner – architekt
- Milada Zelenková – bývalá ředitelka taneční školy Stardance

### 2021
- Věra Vlčková – nositelka tradice paličkované krajky
- Josef Zástava – kapelník Hornického dechového orchestru Severočeských dolů